# الحلف الأطلسي الإفريقي

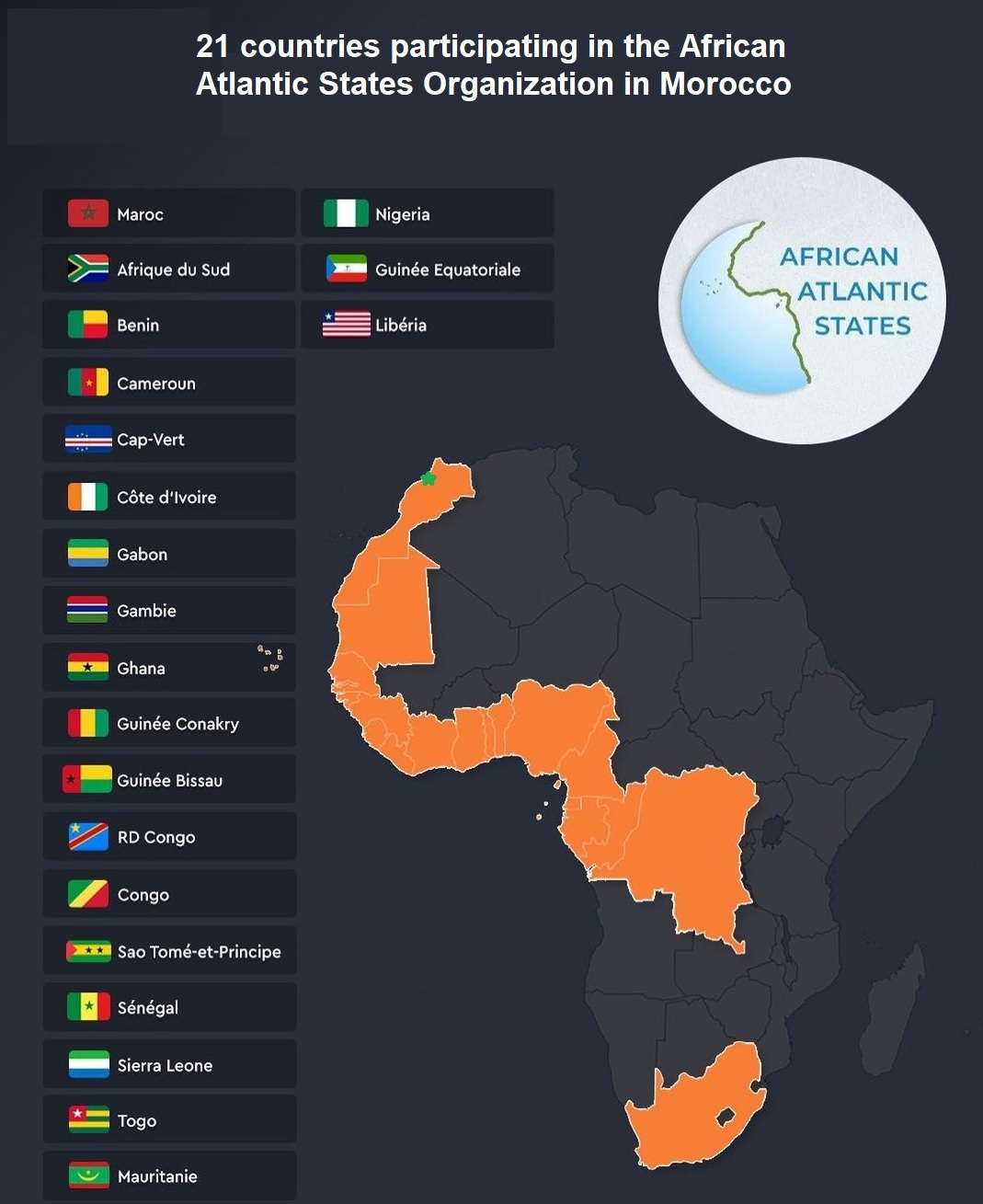
دول الحلف

منظمة حلف شمال الأطلسي الأفريقي (بالإنجليزية: African Atlantic Treaty Organization) هي منظمة مكونة من 21 دولة أفريقيا مطلة على المحيط الأطلسي.

## تاريخ
تم تأسيس هده المنظمة يوم 8 يونيو 2022 بالعاصمة المغربية الرباط بمشاركة 21 دولة أفريقية مطلة على المحيط الاطلسي الأفريقي و الدول العضو في هده المنظمة
المغرب - موريتانيا - نجيريا - جنوب أفريقيا - الجابون - السنغال - غامبيا - سيراليون - بنين- الكونغو - الكاميرون - توغو - ليبريا - غانا - ساحل العاج
من أبرز أهداف المنظمة «الحوار السياسي والأمن والسلامة وإنشاء قوات تدخل سريع مشتركة ضد الإرهاب وضد أي عمل عسكري تتعرض له القارة» و «الاقتصاد الأزرق والاتصال» و «البيئة والطاقة» وتامين أنبوب الغاز من نيجيريا إلى المغرب.